# 평생교육 단과대학 지원사업
대한민국 교육부와 국가평생교육진흥원에서 주관하는 대학의 평생교육체제 지원사업(이하 LiFE사업)은 학령인구 감소와 미래 사회 변화에 대응하기 위한 인재 육성을 위해 학령기 학생 위주로 운영되는 대학의 체제를 성인학습자 친화적 체제로 전환하고자 2008년부터 운영되고 있다.
평생교육 단과대학 지원사업이라는 명칭에서 라이프(LiFE)사업대학으로 명칭을 변경했으며 전체 사업 예산 한도 내에서 5개 권역별로 공모를 통해 지원 대상을 확정한다. 2017년 15개교가 선정되었고, 2018년 21개교, 2019년 이후는 계속 사업으로 추진되어 현재 23개교에서 운영하고 있다.

## 개요
대학이 성인 전담의 평생교육체제를 구축 및 운영하도록 지원함으로써, 고등학교 졸업 후 사회에 진출한 성인학습자들이 원하는 시기에 대학에 입학하여 일과 학업을 병행하며 학위 취득 및 지속적인 경력 개발을 할 수 있도록 지원하는 사업이다.
대한민국 교육부는 2025년까지 ‘적정규모화 계획’에 따라 입학 정원을 1만 6,000여 명가량 감축하는 방안을 발표했다. 해당 계획에는 감축되는 정원 중 2,337명(14%)을 평생교육 목적의 성인학습자 정원으로 전환하는 내용도 포함됐다. 하지만 대학이 살아남기 위해서는 더 큰 폭의 정원 감축과 함께 그동안 등한시되던 대학의 평생·직업교육 기능 또한 강화해야 한다는 주장도 속속 나온다.
대학 관계자들도 활로를 찾기 위해 보다 유연한 고용·직업환경에 맞춰 성인 취업자와 구직자의 기술적 역량을 키우는 평생교육 시장을 넓혀야 한다는 데 동의한 상황으로 라이프(LiFE) 사업 대학들은 성인학습자의 편의에 맞춘 교육 커리큘럼과 대학 시스템 개발에 집중하고 있다.

## 특성
일반 대학과는 다르게 평생교육체제 지원사업(LiFE) 참여 대학은, 성인학습자 친화적 제도를 구축 및 운영하고 있다.
| 학과형     | 기존 단과대학 내 성인학습자 전담학과를 설치, 성인학습자를 적극 지원할 수 있는 행정 체제 마련                     |
| 학부형     | 성인학습자 대상 전공(학과)으로 이루어진 학부과정 운영, 성인학습자를 적극 지원할 수 있는 행정 체제 마련           |
| 단과대학형 | 성인학습자 대상 학과들로 이루어진 별도의 단과대학의 설치, 단과대학 내 성인학습자를 전담하는 별도의 행정기관 마련 |

## 지원 규모
총 23개 대학(일반대학 23교)에 지원하고 있다.
일반대(수도권 7개교, 충청권 4개교, 강원·대경원 5개교, 호남·제주권 3개교, 동남권 4개교)
| 수도권 (7개교)     | 가톨릭대학교, 동국대학교, 동덕여자대학교, 명지대학교, 서울과학기술대학교, 아주대학교, 인하대학교 |
| 충청권 (4개교)     | 청운대학교, 한국교통대학교, 한밭대학교, 호서대학교                                               |
| 호남제주권 (3개교) | 순천대학교, 전주대학교, 제주대학교                                                               |
| 강원대경권 (5개교) | 가톨릭관동대학교, 경일대학교, 대구한의대학교, 상지대학교, 한라대학교,                            |
| 동남권 (4개교)     | 동명대학교, 동서대학교, 부경대학교, 영산대학교                                                   |

## 교육 대상(일반대학)
지원자격 및 전형
만 30세 이상 성인학습자 또는 특성화고등학교 등 졸업 후 산업체에서 근무경력이 3년 이상인 재직자는 지원할 수 있다.

## 지원조건 및 평가방법
만30세 이상의 성인학습자
고등학교 졸업(예정) 이상인 자 또는 법령에 의하여 이와 동등 이상의 학력을 갖춘 자로서
입학일(2022.3.1.)
기준 만 30세 이상인 자 (만 30세 기준일은 학교별로 상이하므로 각 학교별 홈페이지에서 확인해야한다.)
특성화고/마이스터고(구 실업계고) 등을 졸업하고 산업체에서 근무경력이 3년(2022년 3월 1일 기준) 이상인 재직자 (선택지원 가능) (만 30세 미만이어도 학교마다 평생학습자 전형으로 지원 가능한 학교가 있다.)
특성화고교 등을 졸업한 재직자
특성화고/마이스터고(구 실업계고) 등을 졸업하고 산업체에서 근무경력이 3년(2022년 3월 1일 기준) 이상인 재직자 (선택지원 가능)
만 30세 및 산업체 근무경력 3년의 기준일은 학교별로 상이하기 때문에 지원하시고자 하는 대학별 홈페이지 및 입학처 등에 유선 문의를 통해 확인해야 한다.
군 의무 복무 경력(공익근로요원 및 산업기능요원 포함)은 재직기간에 포함된다.

## 변화
박근혜 탄핵 이후 교육부는 평생학습 중심대학 지원사업을 통합해 대학 평생교육체제 지원사업으로 명칭을 바꿨으며,
이화여자대학교는 학생들의 반발(2016년 이화여자대학교 사태)로 신청을 철회하였다.
문재인 정부 시기에 들어 교육부에선 라이프 사업이란 별칭을 붙여 활용중이다.

## 같이 보기
- 평생교육
- 2016년 이화여자대학교 사태